# Epidromia sigillata
Epidromia sigillata là một loài bướm đêm trong họ Erebidae.